# Коконато
Кокона̀то (на италиански: Cocconato; на пиемонтски: Coconà, Кокона) е село и община в Северна Италия, провинция Асти, регион Пиемонт. Разположено е на 491 m надморска височина. Населението на общината е 1609 души (към 2010 г.).